# László Halász
László Halász (nascido em 24 de janeiro de 1959) é um ex-ciclista húngaro que competiu no ciclismo nos Jogos Olímpicos de Verão de 1980, representando a Hungria.